# Sean Duffy
Pour les articles homonymes, voir Duffy.
Sean Patrick Duffy, né le 3 octobre 1971 à Hayward (Wisconsin), est une personnalité de téléréalité et un homme politique américain, représentant républicain du Wisconsin à la Chambre des représentants des États-Unis de 2011 à 2019. Connu pour l'émission qu'il présente sur Fox Business, il est nommé secrétaire aux Transports de Donald Trump en 2025, puis administrateur intérimaire de la NASA à partir du 9 juillet 2025.

## Biographie

### Candidat de téléréalité et homme politique local

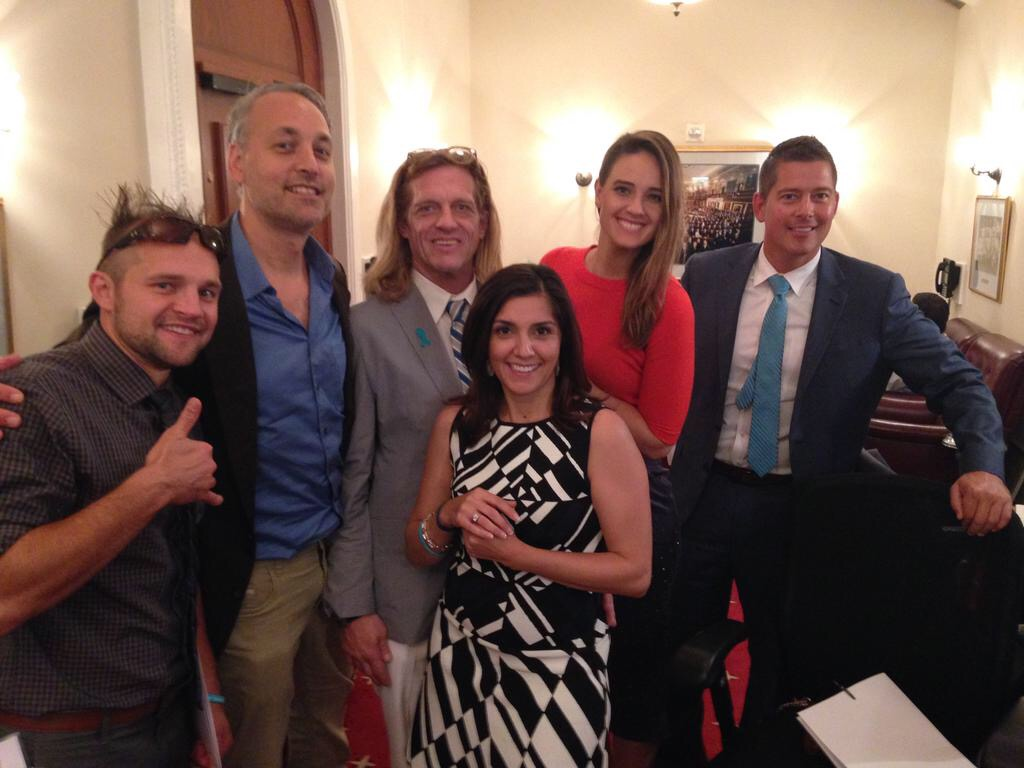
Duffy et son épouse, avec d'autres candidats de Real World.

Duffy est né et a grandi à Hayward dans le nord du Wisconsin, au sein d'une famille de 11 enfants.
En 1997, il participe à la sixième saison de l'émission de téléréalité de MTV, The Real World à Boston. L'année suivante, il participe à Road Rules: All Stars.
En 1999, il obtient son juris doctor et devient avocat. Il devient procureur spécial dans le comté d'Ashland en 2000. Il apparaît en 2001 dans la téléréalité The Real World/Road Rules Challenge. il est nommé procureur du comté en juin 2002 par le gouverneur Scott McCallum. Il est élu puis réélu à ce poste sans opposition en 2002, 2004, 2006 et 2008. En 2003, il apparaît avec sa femme dans The Real World: The Wedding Video, tourné en 1999.

### Représentant des États-Unis
En 2010, il se présente à la Chambre des représentants des États-Unis dans le 7e district du Wisconsin. Le démocrate sortant Dave Obey, élu depuis 41 ans, ne se représente pas. Lors de la primaire républicaine, il bat Dan Mielke, un fermier du Tea Party, avec 66 % des suffrages. Bien que le district ait voté à 56 % pour Barack Obama en 2008, Sean Duffy est en tête dans les sondages. Porté par une vague républicaine, il est élu représentant avec 52,1 % des voix contre 44,4 % pour la sénatrice démocrate Julie Lassa (en). Il est la première personnalité issue de la téléréalité à être élue au Congrès.
Lors du redécoupage des circonscriptions suivant le recensement de 2010, la législature du Wisconsin rend son district plus favorable aux républicains. Le district, qui comprend la moitié nord de l'État, est considéré comme un « swing district » pouvant basculer du côté républicain comme du côté démocrate. Il est réélu avec 56,1 % des voix en 2012. Il est reconduit lors des élections de 2014, 2016 et 2018.
À la fin du mois d'août 2019, Duffy annonce sa démission du Congrès au 23 septembre suivant pour des raisons personnelles. Il révèle que sa femme est enceinte d'un neuvième enfant, atteint de problèmes cardiaques, dont la naissance est advenue prématurément fin septembre; l'enfant est née trisomique.

### Secrétaire aux Transports des États-Unis
Le 18 novembre 2024, quelques jours après avoir été élu président pour une seconde fois, Donald Trump annonce son intention de nommer Duffy comme secrétaire aux Transports des États-Unis au sein de sa seconde administration. Le 28 janvier 2025, sa nomination est confirmée par le Sénat à un vote de 77 contre 22.
Quelques heures après sa prise de fonctions, il est confronté à la collision aérienne de Washington faisant 67 morts le 29 janvier.

### Administrateur intérimaire de la NASA
Le 9 juillet 2025, le président Donald Trump nomme Sean Duffy administrateur intérimaire de la NASA. Cette nomination intervient après le retrait de la candidature de Jared Isaacman, initialement proposé pour diriger l'agence. Duffy, tout en continuant à exercer ses fonctions de secrétaire aux Transports, est chargé de diriger temporairement la NASA, une agence avec un budget de 25 milliards de dollars, dans un rôle nécessitant une coordination avec les législateurs des deux partis.

### Vie privée
Sean Duffy est marié à Rachel Campos-Duffy, participante de The Real Life San Francisco en 1994. Ils se rencontrent durant Road Rules: All Stars en 1998 et se marient l'année suivante. Campos-Duffy devient ultérieurement chroniqueuse sur Fox News. Tous les deux catholiques pratiquants, ils ont ensemble neuf enfants : Evita, Jack, Lucia-Belen, John-Paul, Paloma, Maria Victoria, Margarita, Patrick Miguel et un neuvième enfant né en 2019.

## Positions politiques
Sean Duffy est un républicain conservateur. Il est opposé à l'avortement et au mariage homosexuel et se présente comme défenseur du deuxième amendement. Il est en faveur de l'arrêt des activités gouvernementales pour abroger le Patient Protection and Affordable Care Act (ou « Obamacare »).
Durant la première présidence de Donald Trump, Duffy est considéré comme un allié du président. Dans le contexte de guerre commerciale entre les États-Unis et la Chine, il est notamment l'auteur du US Reciprocal Trade Act, une proposition de loi visant à étendre les pouvoirs du président pour répliquer aux hausses des droits de douane sur les exportations américaines.

## Historique électoral
| Année | Sean Duffy | Démocrate |
| ----- | ---------- | --------- |
| Année |            |           |
| 2010  | 52,11 %    | 44,43 %   |
| 2012  | 56,08 %    | 43,8 %    |
| 2014  | 59,28 %    | 39,41 %   |
| 2016  | 61,67 %    | 38,27 %   |
| 2018  | 60,11 %    | 38,5 %    |